# Twombly Car

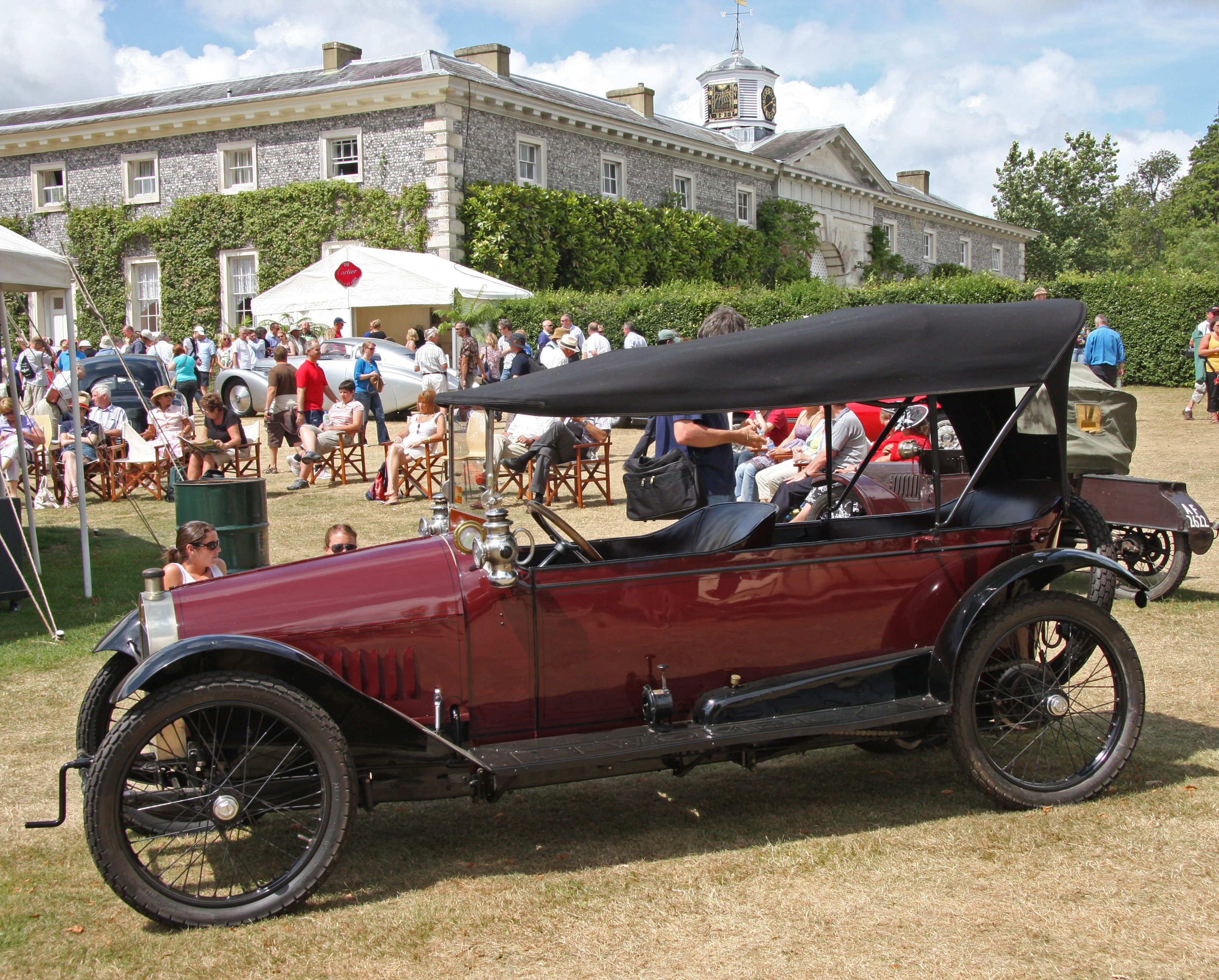
Twombly Cyclecar (1914)

Die Twombly Car Corporation war ein US-amerikanischer Automobilhersteller in New York City. Von 1913 bis 1915 wurden dort Cyclecars und Kleinwagen unter dem Namen Twombly vertrieben. Gründer des Unternehmens war Willard I. Twombly, der zuvor schon zweimal erfolglos versucht hatte, in New York Autos zu bauen. Seine Unternehmen waren jeweils nach weniger als einem Jahr wieder geschlossen worden.

## Beschreibung
Zunächst wurden die Wagen von Driggs-Seabury in Sharon (Pennsylvania) gebaut, ab 1915 im eigenen Werk in New York City. Sie hatten wassergekühlte Motoren, zunächst mit zwei, ab 1914 auch mit vier Zylindern. Der Twombly war mit einem Underslung-Rahmen ausgestattet und verfügte über zwei hintereinanderliegende Sitze. Das 1913 angebotene Zweizylindermodell mit Reibscheibengetriebe und doppeltem Kettenantrieb zu den Hinterrädern kostete 350 US$. Im Folgejahr gab es einen Vierzylinder mit etwas größerem Radstand zum Preis von 395 US$.
1915 versuchte sich Twombly an gewöhnlichen Automobilen mit vier Sitzplätzen. Der Vierzylindermotor war stärker und es gab nun einen zweisitzigen Runabout (mit Sitzen nebeneinander), einen viersitzigen Tourenwagen und ein Taxi. Erfolg war dem Unternehmen nicht beschieden, denn die Wagen verkauften sich so schlecht, dass der Financier, ein ehemaliger Pfarrer namens Dr. Stuart Dodge, ohne Rücksprache mit Twombly im Februar 1915 Konkurs anmeldete.
Heute gibt es nur noch wenige Exemplare von Twombly-Fahrzeugen.

## Modelle
| Modell    | Bauzeitraum | Zylinder | Bohrung mm | Hub mm | Hubraum cm³ | Leistung         | Radstand | Aufbauten                                           |
| --------- | ----------- | -------- | ---------- | ------ | ----------- | ---------------- | -------- | --------------------------------------------------- |
| Cyclecar  | 1913        | 2 Reihe  | 82,550     | 88,9   | 952         | 07 bhp (5,1 kW)  | 2489 mm  | Tandem-Roadster 2 Sitze                             |
| Cyclecar  | 1914        | 4 Reihe  | 63,50      | 101,6  | 1287        | 10 bhp (7,4 kW)  | 2540 mm  | Tandem-Roadster 2 Sitze                             |
| Light Car | 1915        | 4 Reihe  | 79,375     | 101,6  | 2011        | 16 bhp (11,8 kW) | 2540 mm  | Runabout 2 Sitze, Tourenwagen 4 Sitze, Taxi 4 Sitze |